# My Hero (film 1912)
My Hero è un cortometraggio muto del 1912 scritto e diretto da D.W. Griffith.

## Produzione
Il film fu prodotto dalla Biograph Company. Venne girato a Fort Lee.

## Distribuzione
Distribuito dalla General Film Company, il film - un cortometraggio di una bobina - uscì nelle sale cinematografiche statunitensi il 12 dicembre 1912. Ne venne fatta una riedizione che uscì sul mercato americano il 3 dicembre 1915.
Non si conoscono copie ancora esistenti della pellicola che viene considerata presumibilmente perduta.